# ألونسو دي فيغيروا إي كوردوبا
ألونسو دي فيغيروا إي كوردوبا (بالإسبانية: Alonso de Figueroa y Córdoba)‏ هو عسكري إسباني، ولد في عقد 1580 في إسبانيا، وتوفي في 1652 في تشيلي.